# Escalope parisienne
La Pariser Schnitzel (« escalope parisienne «) est une variante de la Wiener Schnitzel appartenant à la cuisine des pays germaniques. Il s'agit d'une préparation de viande panée censée être originaire de Paris, n'utilisant pas de chapelure. Cet apprêt a été présenté à l'Exposition universelle de Paris de 1889.
La composition de ce plat comporte de la viande de veau salée, trempée dans de l'œuf battu et de la farine. L'escalope est cuite dans de l'huile de colza ou du beurre jusqu'à ce que les deux côtés soient dorés.